# Roeselia fuscizonea
Roeselia fuscizonea är en fjärilsart som beskrevs av George Francis Hampson 1896. Roeselia fuscizonea ingår i släktet Roeselia och familjen trågspinnare. Inga underarter finns listade.